# Alsdorf (Renania-Palatinado)
Alsdorf es un municipio situado en el distrito de Bitburg-Prüm, en el estado federado de Renania-Palatinado (Alemania). Su población estimada a finales de 2016 era de 454 habitantes.
Se encuentra ubicado al noroeste del estado, cerca de las fronteras con Luxemburgo y Bélgica.